# Kanton Capesterre-Belle-Eau
Kanton Capesterre-Belle-Eau is een kanton van het Franse departement Guadeloupe. Kanton Capesterre-Belle-Eau maakt deel uit van het arrondissement Basse-Terre en telde 17.741 inwoners in 2019.
In 2015 werden de kantons Capesterre-Belle-Eau-1 en Capesterre-Belle-Eau-2 samengevoegd tot Capesterre-Belle-Eau.

## Gemeenten
Het kanton Capesterre-Belle-Eau-1 omvat de volgende gemeente:
- Capesterre-Belle-Eau